# Sexto Subrio Dextro Cornelio Prisco
Sexto Subrio Dextro Cornelio Prisco (en latín: Sextus Subrius Dexter Cornelius Priscus) fue un senador romano que vivió a finales del siglo I y principios del siglo II y desarrolló su cursus honorum bajo Domiciano, Nerva, Trajano, y Adriano. Fue cónsul sufecto alrededor del año 103 junto con Publio Calpurnio Macro Caulio Rufo. 

## Carrera política
Solo se conocen con certeza dos de los puestos que Prisco ostentó. En torno al año 103 fue cónsul sufecto en un nundinium todavía por determinar. El otro puesto fue el de procónsul de Asia en 120/121. De esta última magistratura nos llega un registro de sus actividades como gobernador conservado en una inscripción en Éfeso: una carta del emperador Adriano a la Gerusia de Éfeso confirma una decisión del predecesor de Prisco, Gayo Trebonio Próculo Metio Modesto, a la vez que instruye a Prisco para que "de esta manera pueda seleccionar algunos casos y pueda cobrar todas las sumas que se le deben a la Gerusia".
Si bien una inscripción encontrada en Forum Fulvi enumera tres de los nombramientos que recibió Cornelio Prisco, en orden cronológico inverso, plantea más preguntas que respuestas. Estos son: tribuno militar de la Legio XXI Rapax, sevir equitum Romanorum turmae VI y legatus legionis de una legión desconocida durante el reinado de Trajano; la tradicional magistratura republicana de pretor no aparece en el texto superviviente. La XXI Rapax estuvo involucrado en la rebelión de Lucio Antonio Saturnino en el año 89, luego fue destruida en 92, mientras luchaba en una campaña en la provincia de Panonia contra los Sarmatas; Cornelio Prisco tuvo que haber ocupado su cargo antes de la revuelta, o menos probablemente en el momento de su derrota, pero definitivamente antes del año 92. Por otro lado, no podría haber comandado la legión completa antes de que Trajano asumiera la púrpura, lo que ocurrió en el año en 98. O Cornelio Prisco tuvo una larga espera entre su pretura, que no habría alcanzado antes del año 93, o bien fue rehabilitado tras la pérdida de la legión a la que estaba al mando en el año 92, para que Trajano le diera el mando de otra legión.
A Prisco se le conoce por su relación con Plinio el Joven. Plinio le escribió una carta, que se conserva en su colección de cartas, sobre la muerte del poeta Marcial. En otra carta, Plinio menciona la presencia de Prisco en un litigio entre una delegación de la provincia de Bitinia y Ponto y Vareno Rufo, que había sido su gobernador proconsular en 105/106. Prisco presentó la moción, que fue aprobada por el senado, para investigar tanto las acusaciones de los bitinienses como las contrademandas realizadas por Rufo.